# 流石組レイナ
流石組 レイナ（さすがぐみ レイナ、1986年3月13日 - ）は、元子役、元ダンサー。本名は安達怜奈。ダンサーで振付師の南流石の率いる流石組に3歳から小学5年まで所属した看板ダンサーであり、幼いながらテレビ番組やCMに多数出演する売れっ子だった。現在は芸能活動を行っていない。

## 主な出演作品

### テレビ
- 西田ひかるの痛快人間伝（1991年10月～93年3月、NHK）
- うれしたのし大好き（1992年4月～93年3月、フジテレビ）
- ウーマンドリーム（1992年10月～12月、関西テレビ=フジテレビ系） - 氷川セレナ役
- ポンキッキーズ（フジテレビ）
- イグアナの娘（1996年4月～6月、テレビ朝日） - 青島まみ（子供時代）役

### CM
- カネボウ薬品/ワカゲン錠
- カルビー/かっぱえびせん
- 松下電器産業/画王
- 富山米
- カネボウ薬品/コッコアポA錠
- ジオス
- みちのく銀行
- ケンタッキーフライドチキン